# Pipariya
Pipariya là một thành phố và khu đô thị của quận Hoshangabad thuộc bang Madhya Pradesh, Ấn Độ.

## Nhân khẩu
Theo điều tra dân số năm 2001 của Ấn Độ, Pipariya có dân số 41.307 người. Phái nam chiếm 53% tổng số dân và phái nữ chiếm 47%. Pipariya có tỷ lệ 75% biết đọc biết viết, cao hơn tỷ lệ trung bình toàn quốc là 59,5%: tỷ lệ cho phái nam là 81%, và tỷ lệ cho phái nữ là 68%. Tại Pipariya, 13% dân số nhỏ hơn 6 tuổi.